# Niederösterreichischer Cup 1923/1924
Šestý ročník Niederösterreichischen Cup (rakouského fotbalového poháru) vyhrál podruhé ve své  klubové historii Wiener Amateur, který ve finále porazil Slovan Vídeň 8:6 v prodloužení.